# Луций Емилий Мамерцин Привернат
Луций Емилий Мамерцин Привернат (на латински: Lucius Aemilius Mamercinus Privernas) e политик на Римската република.
Произлиза от патрицииската фамилия Емилии. Син е на Луций Емилий Мамерцин (magister equitum 352 пр.н.е.) и внук на Луций Емилий Мамерцин (консул 366 и 363 пр.н.е.).
През 342 пр.н.е. той е началник на конницата при диктатор Марк Валерий Корв. През 341 пр.н.е. е консул с Гай Плавций Венон. Двамата трябва да напуснат преждевременно службата си, за да се проведат нови избори, поради опасността от латинска война. След латинската война той става диктатор през 335 пр.н.е. (dictator comitiorum habendorum causa).
През 329 пр.н.е. той е отново консул. Колега му е Гай Плавций Дециан и води война против галите в Горна Италия. Той превзема град Привернум и след това получава триумф. За попедата си получава името Privernas.
През 326 пр.н.е. той е interrex, 316 пр.н.е. е отново диктатор (dictator rei gerundae causa). Задачата му по време на тази дуктатура е борбата против самнитите.